# Gometz-la-Ville
 Gometz-la-Ville  es una población y comuna francesa, ubicada en la región de Isla de Francia, departamento de Essonne, en el distrito de Palaiseau y cantón de Limours.

## Demografía
| 376 | 325 | 608 | 809 | 887 | 986 |
| Para los censos de 1962 a 1999 la población legal corresponde a la población sin duplicidades (Fuente: INSEE [Consultar]) |     |     |     |     |     |